# Strigoplus albostriatus
Espèce
Synonymes
- Peltorhynchus rostratus Workman & Workman, 1892

Strigoplus albostriatus est une espèce d'araignées aranéomorphes de la famille des Thomisidae.

## Distribution
Cette espèce se rencontre en Malaisie, en Indonésie à Java et au Bhoutan.

## Description
Le mâle syntype mesure 4,5 mm et la femelle syntype 6,4 mm.

## Systématique et taxinomie
Cette espèce a été décrite par Simon en 1886.
Peltorhynchus rostratus a été placée en synonymie par Simon en 1895.

## Publication originale
- Simon, 1886 : « Matériaux pour servir à la faune arachnologiques de l'Asie méridionale. III. Arachnides recueillis en 1884 dans la presqu'île de Malacca, par M. J. Morgan. IV. Arachnides recueillis à Collegal, district de Coimbatoore, par M. A. Theobald G. R. » Bulletin de la Société zoologique de France, vol. 10, p. 436-462 (texte intégral).